# Symfonie nr. 3 (Holmboe)
Vagn Holmboe voltooide zijn Symfonie nr. 3 (Sinfonia rustica) in 1941.
Holmboe vond dat er eigenlijk geen goede symfonie meer geschreven kon worden na de genrewerken van Carl Nielsen. Zelf hield hij zich daar niet aan; hij zou er veertien componeren. Deze Symfonie nr. 3 is de derde in een reeks van die veertiende genummerde reeks; maar hij had al drie aanzetten tot een symfonie op papier staan voordat hij zijn Symfonie nr. 1 op papier had.
In de Tweede Wereldoorlog schreef Holmboe drie symfonieën, deze en nummer 4 en nr. 5. Holmboe wendde zich tijdens de Duitse bezetting met deze derde symfonie naar de volksmuziek van Jutland. Hij vond dat volksmuziek van Sjælland en Funen al ruimschoots vertegenwoordigd was in de klassieke muziek van Denemarken, maar Jutland ondervertegenwoordigd was.
Het kent drie delen in de variatie snel-langzaam-snel:
1. Brujdans (allegro non troppo, ma con vivo)
2. Skammelsen—variationer (poco maestoso-andante cantabile-allegretto ma tranquillo-con moto-allegretto-piu tranquillo-piu largamente e maestoso-allegretto con moto-maestoso
3. Bryde kloster (vivace)

Het werk moest lang op haar première wachten en werd ingehaald door de symfonieën nrs 4 en 5. Pas op 12 juli 1948 werd het werk gespeeld door het orkest van de Tivoli Concertzaal onder leiding van Svend Chrstian Felumb, het kwam daarna zelden meer op de lessenaar. 
In januari 1993 nam dirigent Owain Arwel Hughes het werk op met het Aarhus Symfoniorkester voor het platenlabel Bis Records. Diezelfde dirigent leidde in mei 2010 een uitvoering met het BBC Concert Orchestra. In de tussenliggende periode voerde Frans Rasmussen het uit met het orkest uit Aarhus, samen met Tundra van Poul Ruders.
Orkestratie:
- 2 dwarsfluiten (II ook piccolo), 2 hobo’s, 2 klarinetten, 2 fagot
- 4 hoorn, 3 trompet, 3 trombone, 1 tuba
- pauken, percussie, celesta
- violen, altviolen, celli, contrabassen

Symfonie nr. 1 · nr. 2 · nr. 3 · nr. 4 · nr. 5 · nr. 6 · nr. 7 · nr. 8 · Sinfonia in memoriam · nr. 9 · nr. 10 · nr. 11 · nr. 12 · nr. 13 ·